# Sergio Fernández González
Sergio Fernández González   (Avilés, 23 de maig de 1977) és un futbolista asturià retirat que jugava com a defensa. Durant la seva carrera va jugar al Sporting de Gijón, al Celta de Vigo, al Reial Saragossa i l'Osasuna.